# Phanaeus pyrois
Phanaeus pyrois är en skalbaggsart som beskrevs av Bates 1887. Phanaeus pyrois ingår i släktet Phanaeus och familjen bladhorningar.

## Underarter
Arten delas in i följande underarter:
- P. p. funereus
- P. p. olsoufieffi
- P. p. malyi